# L'Année psychologique
L'Année psychologique est une revue scientifique française de psychologie cognitive.

## Présentation
Créée en 1894 par Alfred Binet et Henry Beaunis, c'est une revue scientifique à comité de lecture qui publie des travaux de psychologie cognitive, psychologie expérimentale, psychologie du développement, psychologie sociale, neuropsychologie, psychopathologie, et histoire de la psychologie. 
Elle est l'une des premières revues consacrées exclusivement à la psychologie scientifique et est l'une des revues francophones de référence dans ce domaine,. 
En septembre 2012, elle est devenue une revue bilingue et prend le sous-titre « Topics in Cognitive Psychology ».

## Les directeurs
Depuis la création de la revue en 1894, la revue a eu comme directeurs, Alfred Binet, Henri Piéron et Paul Fraisse, personnalités du monde de la psychologie qui ont marqué durablement l'orientation scientifique de la publication. 
- 1894 : Alfred Binet prend la direction de la revue jusqu'en 1911.
- 1912 : Henri Piéron devient directeur (jusqu'en 1964).
- 1947 : Paul Fraisse rejoint Henri Piéron à la direction (jusqu'en 1994).
- 1980 : Georges Noizet rejoint Paul Fraisse (jusqu'en 1984).
- 1988 - 1994 : Juan Segui partage la direction avec Paul Fraisse.
- 1995 : Juan Segui succède à Paul Fraisse (jusqu'en 2005).
- 2003 - 2005 : Ludovic Ferrand partage la direction avec Juan Segui.
- 2006 : Ludovic Ferrand devient directeur scientifique (jusqu'en 2017). Serge Nicolas est directeur de rédaction de la revue et représente l'université Paris Descartes au sein de la revue.
- Septembre 2017 : Pascale Colé devient directrice scientifique.